# Marija Korytceva
Marija Serhiïvna Korytceva, accreditata come Mariya Koryttseva dalla WTA (in ucraino Марія Сергіївна Коритцева?; Kiev, 25 maggio 1985), è un'ex tennista ucraina.

## Carriera
Il suo massimo successo è costituito da un sorprendente secondo posto al Sunfeast Open 2007 a Calcutta, nel corso del torneo sconfisse nell'ordine Monique Adamczak, Vania King (che aveva sconfitto la n°1 del seeding Marion Bartoli nel turno precedente), Tat'jana Puček e Anne Keothavong. In finale perse per mano di Marija Kirilenko con il risultato di 6-0, 6-2. Nello stesso torneo perse anche alla finale del doppio, in squadra con Alberta Brianti, contro Vania King e Alla Kudrjavceva.
In precedenza conquistò tre titoli nel doppio del WTA Tour, di cui due a Palermo nel 2005 con Giulia Casoni e nel 2007 con Darya Kustava, e uno negli ASB Classic 2008 con Lilia Osterloh.
Nell'ITF Tour, dove ha giocato durante la maggior parte della sua carriera, ha conquistato 6 titoli nel singolare e ben 20 nel doppio.

## Statistiche

### Singolare

#### Sconfitte (2)
| Legenda               |
| --------------------- |
| Grande Slam (0)       |
| Ori Olimpici (0)      |
| WTA Championships (0) |
| Tier I (0)            |
| Tier II (0)           |
| Tier III (1)          |
| Tier IV (1)           |

| N. | Data              | Torneo                                       | Superficie    | Avversaria in finale | Punteggio |
| 1. | 17 settembre 2007 | Sunfeast Open, Calcutta                      | Sintetico (i) | Marija Kirilenko     | 0-6, 2-6  |
| 2. | 7 luglio 2008     | Internazionali Femminili di Palermo, Palermo | Terra rossa   | Sara Errani          | 2-6, 3-6  |

### Doppio

#### Vittorie (6)
| Legenda: Prima del 2009 | Legenda: Dal 2009     |
| ----------------------- | --------------------- |
| Grande Slam (0)         |                       |
| Ori Olimpici (0)        |                       |
| WTA Championships (0)   |                       |
| Tier I (0)              | Premier Mandatory (0) |
| Tier II (0)             | Premier 5 (0)         |
| Tier III (1)            | Premier (0)           |
| Tier IV (3)             | International (2)     |

| N. | Data              | Torneo                                           | Superficie  | Compagna           | Avversarie in finale                          | Punteggio        |
| 1. | 24 luglio 2005    | Internazionali Femminili di Palermo, Palermo     | Terra rossa | Giulia Casoni      | Klaudia Jans-Ignacik Alicja Rosolska          | 4–6, 6–3, 7–5    |
| 2. | 22 luglio 2007    | Internazionali Femminili di Palermo, Palermo (2) | Terra rossa | Dar'ja Kustova     | Alice Canepa Karin Knapp                      | 6–4, 6–1         |
| 3. | 6 gennaio 2008    | ASB Classic, Auckland                            | Cemento     | Lilia Osterloh     | Martina Müller Barbora Záhlavová-Strýcová     | 6–3, 6–4         |
| 4. | 21 settembre 2008 | Guangzhou International Women's Open, Canton     | Cemento     | Tat'jana Puček     | Sun Tiantian Yan Zi                           | 6–3, 4–6, [10–8] |
| 5. | 27 febbraio 2011  | Abierto Mexicano Telcel, Acapulco                | Cemento     | Ioana Raluca Olaru | Lourdes Domínguez Lino Arantxa Parra Santonja | 5-7, 7-5, [10-6] |
| 6. | 24 luglio 2011    | Baku Cup, Baku                                   | Cemento     | Tat'jana Puček     | Monica Niculescu Galina Voskoboeva            | 6-3, 2-6, [10-8] |

#### Sconfitte (4)
| Legenda: Prima del 2009 | Legenda: Dal 2009     |
| ----------------------- | --------------------- |
| Grande Slam (0)         |                       |
| Ori Olimpici (0)        |                       |
| WTA Championships (0)   |                       |
| Tier I (0)              | Premier Mandatory (0) |
| Tier II (0)             | Premier 5 (0)         |
| Tier III (3)            | Premier (0)           |
| Tier IV (0)             | International (1)     |

| N. | Data             | Torneo                                       | Superficie    | Compagna        | Avversarie in finale                               | Punteggio        |
| 1. | 12 ottobre 2007  | Sunfeast Open, Calcutta                      | Sintetico (i) | Alberta Brianti | Alla Kudrjavceva Vania King                        | 1-6, 4-6         |
| 2. | 17 febbraio 2008 | Cachantún Cup, Viña del Mar                  | Terra rossa   | Julia Schruff   | Alicja Rosolska Līga Dekmeijere                    | 5-7, 3-6         |
| 3. | 20 ottobre 2008  | BGL-BNP Paribas Open Luxembourg, Lussemburgo | Cemento (i)   | Vera Duševina   | Sorana Cîrstea Marina Eraković                     | 6-2, 3-6, [8-10] |
| 4. | 13 luglio 2009   | Internazionali Femminili di Palermo, Palermo | Terra rossa   | Dar'ja Kustova  | Nuria Llagostera Vives María José Martínez Sánchez | 1-6, 2-6         |

### Risultati in progressione
| Sigla | Risultato               |
| ----- | ----------------------- |
| V     | Vincitore               |
| F     | Finalista               |
| SF    | Semifinalista           |
| O     | Oro olimpico            |
| A     | Argento olimpico        |
| SF    | Bronzo olimpico         |
| QF    | Quarti di Finale        |
| 4T    | Quarto turno            |
| 3T    | Terzo turno             |
| 2T    | Secondo turno           |
| 1T    | Primo turno             |
| RR    | Round Robin             |
| LQ    | Turno di qualificazione |
| A     | Assente                 |
| ND    | Non disputato           |

| Legenda superfici    |
| -------------------- |
| Cemento              |
| Terra battuta        |
| Erba                 |
| Superficie variabile |

#### Singolare nei tornei del Grande Slam
| Torneo          | 2006 | 2007 | 2008 | 2009 | 2010 | 2011 | 2012 | 2013 | 2014 |
| --------------- | ---- | ---- | ---- | ---- | ---- | ---- | ---- | ---- | ---- |
| Australian Open | A    | A    | 2T   | 1T   | A    | A    | A    | A    | A    |
| Open di Francia | A    | 1T   | 1T   | 2T   | 1T   | A    | A    | A    | A    |
| Wimbledon       | A    | A    | 1T   | 1T   | 1T   | A    | A    | A    | A    |
| US Open         | A    | A    | 1T   | 1T   | A    | A    | A    | A    | A    |

#### Doppio nei tornei del Grande Slam
| Torneo          | 2006 | 2007 | 2008 | 2009 | 2010 | 2011 | 2012 | 2013 | 2014 |
| --------------- | ---- | ---- | ---- | ---- | ---- | ---- | ---- | ---- | ---- |
| Australian Open | 1T   | A    | 3T   | 1T   | 1T   | 1T   | 1T   | A    | A    |
| Open di Francia | A    | 1T   | 3T   | 1T   | 1T   | 1T   | A    | A    | A    |
| Wimbledon       | A    | A    | 1T   | 3T   | 1T   | 2T   | A    | A    | A    |
| US Open         | A    | 1T   | 1T   | A    | A    | 2T   | A    | A    | A    |

#### Doppio misto nei tornei del Grande Slam
Nessuna partecipazione

## Vittorie contro giocatrici top 10
| Stagione | 2009 | Totale |
| -------- | ---- | ------ |
| Vittorie | 1    | 1      |

| #    | Giocatrice     | Ranking | Evento                 | Superficie | Turno | Punteggio     | Rank. MKR |
| ---- | -------------- | ------- | ---------------------- | ---------- | ----- | ------------- | --------- |
| 2009 |                |         |                        |            |       |               |           |
| 1.   | Vera Zvonarëva | 7       | Istanbul Cup, Istanbul | Cemento    | 1T    | 6-2, 1-6, 6-4 | 127       |